# Albrecht Fröhlich
Albrecht Fröhlich, genannt Ali Fröhlich,  (* 22. Mai 1916 in München; † 8. November 2001 in Cambridge) war ein britischer Mathematiker, der sich mit Algebra und Zahlentheorie beschäftigte.

## Leben und Werk
Fröhlich (dessen Familie aus dem Schwarzwald stammte und dessen Vater Viehhändler war) floh als Jude mit seinen Eltern vor den Nationalsozialisten zuerst in den Elsass nach Frankreich und dann nach Haifa im Mandatsgebiet Palästina, wo schon seine Schwester lebte. Dort schlug er sich zeitweise als Eisenbahn-Elektriker der Palestine Railways durch. Ab 1945 studierte er an der Universität Bristol (trotz fehlender Abiturzeugnisse dank der Hilfe seines älteren Bruders Herbert Fröhlich, ein bekannter Physiker, seit 1935 an der Universität Bristol), wo er 1951 bei Hans Heilbronn promovierte (On Some Topics in the Theory of Representation of Groups and Individual Class Field Theory). Danach war er 1950 bis 1952 Lecturer an der University of Leicester und an der Keele University (University College of North Staffordshire, 1952–1955), bevor er 1955 „Reader“ und 1962 Professor am King’s College London wurde. Ab 1969 war er Direktor der dortigen Mathematik-Fakultät. 1981 wurde er dort emeritiert und war danach am Robinson College der Cambridge University und Senior Research Fellow am Imperial College London. Er war unter anderem Gastprofessor an der Universität Bordeaux (1975, 1984) und in Heidelberg.
Fröhlich gilt als Begründer einer sich moderner algebraischer Methoden (in der Tradition von Emmy Noether, Helmut Hasse) bedienenden algebraischen Zahlentheorie in Großbritannien, wo die Zahlentheorie sonst traditionell stark analytischen Methoden verhaftet war. 1965 organisierte er mit Ian Cassels in Brighton eine einflussreiche Konferenz zur Klassenkörpertheorie, das zugehörige Buch gehört zu den Standardwerken der algebraischen Zahlentheorie. Noch 1972 gelang ihm mit dem Aufzeigen eines überraschenden Zusammenhangs zwischen der Galoisgruppen-Struktur des Rings der ganzen Zahlen eines algebraischen Zahlkörpers und  analytischen Invarianten, den Artin Root Numbers in der Funktionalgleichung der Artin L-Funktionen, ein Durchbruch. Er gilt damit als Begründer der arithmetischen Theorie der Galois-Moduln.
Fröhlich wurde 1976 Fellow der Royal Society. 1976 erhielt er den Senior Berwick-Preis der London Mathematical Society (LMS) und 1992 deren De-Morgan-Medaille. Er war Ehrendoktor der Universitäten Bristol und Bordeaux und erhielt 1992 den Alexander-von-Humboldt-Preis. 1974 war er Invited Lecturer auf dem ICM (Galois module structure and Artin L functions). 1982 wurde er Mitglied der Heidelberger Akademie der Wissenschaften.
Zu seinen Ehren schuf die LMS den Fröhlich-Preis, der ab 2004 alle zwei Jahre für außerordentlich innovative Arbeiten in der Mathematik verliehen wird. Erster Preisträger war Ian Grojnowski.
Er war seit 1950 mit der Ärztin Ruth Brooks verheiratet.
Zu seinen Doktoranden zählen David Burns (Universität London), Martin Taylor (Universität Manchester) und Colin Bushnell.

## Schriften
- als Herausgeber mit John W. S. Cassels: Algebraic Number Theory. Proceedings of an Instructional Conference organized by the London Mathematical Society (a NATO Advanced Study Institute) with the Support of the International Mathematical Union. Academic Press, New York NY 1967, (darin, S. 1–41, von Fröhlich Local Fields.).
- Formal Groups (= Lecture Notes in Mathematics. Band 74). Springer, Berlin u. a. 1968.
- als Herausgeber: Algebraic Number fields. (L-Functions and Galois Properties). Proceedings of a Symposium organised by the London Mathematical Society with the support of the Science Research Council and the Royal Society. Academic Press, London u. a. 1977.
- Galois module structure of algebraic integers (= Ergebnisse der Mathematik und ihrer Grenzgebiete. Folge 3, Band 1). Springer, Berlin u. a. 1983, ISBN 3-540-11920-5.
- Central extensions, Galois groups, and ideal class groups of number fields (= Contemporary Mathematics. 24). American Mathematical Society, Providence RI 1983, ISBN 0-8218-5022-9.
- mit Colin J. Bushnell: Gauss sums and p-adic division algebras (= Lecture Notes in Mathematics. 987). Springer, Berlin u. a. 1983, ISBN 3-540-12290-7.
- Classgroups and Hermitian modules (= Progress in Mathematics. 48). Birkhäuser, Boston MA u. a. 1984, ISBN 0-8176-3182-8.
- mit Martin J. Taylor: Algebraic number theory (= Cambridge Studies in Advanced Mathematics. 27). Cambridge University Press, Cambridge u. a. 1991, ISBN 0-521-36664-X.